# Habony Árpád
Habony Árpád (Budapest, 1968. január 1.) magyar vállalkozó, politikai tanácsadó, közéleti szereplő, magyar kendó bajnok, Orbán Viktor személyes stratégiai főtanácsadója. A Befolyás-barométer szerint 2014, 2015 és 2017-ben ő volt Magyarország 4. legbefolyásosabb személye. 2025-ben a 25. legbefolyásosabb személy.

## Származása
Saját elmondása szerint nagyapja magas rangú katonatiszt volt a Horthy-hadseregben, ezért szülei a Rákosi- és a Kádár-rendszerben osztályellenségnek számítottak.

## Tanulmányai
Pestlőrincen a Kond utcai Általános Iskolába járt 1975-től 1983-ig. Szülei eredetileg autószerelőnek akarták taníttatni, de egyik tanára rábeszélésére – aki a képzőművészetekben tehetségesnek tartotta – végül másképp döntöttek. 1983–1987 között a budapesti Képző- és Iparművészeti Szakközépiskolában tanult esti tagozaton, ahol díszítőszobrász szakon végzett és érettségizett. Az 1980-as években több felsőoktatási intézményben is tanult (pl. a Képzőművészeti Főiskolán és Szegeden is), de tanulmányait nem fejezte be, mert pénzt kellett keresnie. Az egyetlen fellelhető önéletrajza szerint, mely Habony önbevallása alapján készült, Ausztriában is tanult, de ennek ellentmond az, hogy a nevezett intézet nem foglalkozik oktatással, csak kutatással.

## Szakmai tevékenysége
A magyar millenniumi ünnepségsorozat nyitányaként, 2000. január 1-jén, koronagondnokként ő helyezte el a Parlamentbe átszállított Szent Koronát a kupolateremben kialakított különleges vitrinben. Ekkor restaurátorként tevékenykedett. 2001-ben muzeológusként dolgozott a Kulturális Örökségvédelmi Hivatal (KÖH) elnöki tanácsadójaként, majd a hivatal tanácsadójaként részt vett a Sándor-palota felújítási munkálataiban is.

## Politikai tevékenysége
A 2002-es önkormányzati választás után, Wermer András addigi spin doctort váltva került a Fideszhez kommunikációs és kampánystratégiai tanácsadónak. Részt vett Magyarországra tervezett olimpia megvalósíthatósági tanulmányának készítésében. Többek között ő vezényelte le a 2006-os "Rosszabbul élünk..." politikai kampányt.
A 2006-os országgyűlési választás után lett Orbán Viktor személyes stratégiai főtanácsadója.[forrás?]
Miután a 2010-es években számos vitatott ügyben érintett lett, a Fidesz tagadta, hogy hivatalos kapcsolat lenne a párt és Habony között, Orbán pedig azt mondta, hogy az állam nem áll szerződésben vele. Ezzel szemben egyes fideszes politikusok vagy Tarlós István főpolgármester nem tagadták, hogy egyeztettek vele vagy tanácsot kértek tőle, utóbbi esetben ráadásul pont Orbán és Tarlós közt közvetített, a főpolgármester később pedig elismerte, hogy Habony rendszeresen ad tanácsot neki, de mikor az ATV interjút készített vele Tarlós rendre kitért a válaszadás alól, mikor Habony státuszáról kérdezték, mint mondta „Habony Árpád mint Habony Árpád mondott véleményt.” Tagadta viszont, hogy Orbán küldené hozzá, mert „neki nincs szüksége közvetítőkre, ha a miniszterelnökkel akar tárgyalni.” Más politikusok, mint Kósa Lajos viszont zavarba jöttek Habony említésétől, Kovács Zoltán kormányszóvivő meg egyszerűen válasz nélkül rohant el, mikor Habonyról kérdezték. Kósa később zárt körben arról beszélt, hogy Habony az életvitele miatt „életveszélyes”, ezért sem kötnek hivatalos szerződést vele, mert így mondhatják, hogy semmi köze a Fidesz politikusaihoz.
A magyarországi politikai eseményeken túl egyfajta tanácsadóként több külföldi párt vonatkozásában is felbukkant. Amikor 2024 márciusában Orbán Viktor Floridába utazott és találkozott Donald Trumppal, akkor egy másik, máltai regisztrációjú magángéppel Habony szintén odautazott. Hírforrási adatok szerint Habony tárgyalt Trump kampánystábjávval és feladatot is kapott, majd egy irreálisan magas összegű számlát nyújtott be, ami miatt Orbánnak állítólag még magyarázkodnia is kellett. Majd mielőtt Floridából visszatért  volna Budapestre, a gép Argentínába repült, ahol állítólag az argentin elnök köre részére ajánlotta fel a máshol sikeresen alkalmazott politikai "receptjét".  Az Axios amerikai hírportál megtudta, hogy David Cornstein korábbi budapesti nagykövet Trumpnál azért lobbizott, hogy Habonyt, akivel már 2019 óta kapcsolata áll fenn,  kampánytanácsadóként alkalmazzák, de erre a hírek szerint nem került sor. Ugyanakkor több forrás alapján Habony nem hivatalos tanácsadóként többször találkozott a republikánus kampánystábbal. A VSquare portál forrása szerint Habony már 2023-tól tanácsadást végzett a Grúz Álom párt  részére, gyakran megfordult a tbiliszi Sheraton Hotelben és a párt központjában is. Egy grúz politikus elmondása szerint tanácsadóként a 2024-es grúz választási kampányban is részt vett.

## Gazdasági tevékenysége
Cégének, a Színes Tinták Bt.-nek 2011-ben és 2012-ben nem volt bevétele, 2013-ban pedig veszteséges volt.
2014 szeptemberében neve felmerült a médiában, mint a Simicska Lajos érdekeltségébe tartozó médiabirodalom (Magyar Nemzet, Hír TV, Lánchíd Rádió, Class FM) egyik lehetséges vásárlója.
2015-ben Arthur J. Finkelsteinnel együtt Nagy-Britanniában megalapította a Danube Business Consulting Ltd. politikai tanácsadócéget, melynek ügyvezetője Lánczi Tamás, a Századvég vezető elemzője lett. Többek között a Horvát Demokratikus Közösség (HDZ), valamint Nicolas Sarkozy elnökválasztási kampányának vezető tanácsadói.
Habony másik cége – melyet Győri Tiborral, a miniszterelnökség korábbi államtitkárával és a miniszterelnök jogi tanácsadójával közösen alapítottak 2015 áprilisában –, a Modern Media Group Zrt. által kiadott Lokál nevű lapban javarészt kormányzati hirdetések és a Szerencsejáték Zrt. hirdetései szerepelnek, melyekért a cég becslések szerint több százmilliós reklámbevételt könyvelhetett el. Az újságot 2016 júniusától ingyenes napilapként kívánják terjeszteni, hasonlóan a Metropolhoz, de szóba került, hogy ugyanettől az időponttól a BKV és a MÁV a Metropol helyett a Lokál terjesztésére köt szerződést. A Metropol közben úgy nyilatkozott, hogy az újságjukat a szerződéstől függetlenül ezután is terjeszteni fogják, de aztán közölték, hogy a lap június 2-án jelenik meg utoljára, mivel az az évre készített üzleti tervek egyike sem mutatott nyereséges működést, és már tavaly is 233 milliós veszteséget termeltek.
Az érdekeltségébe tartozik az öt budapesti kaszinót összefogó Las Vegas Casino Zrt-t birtokló Enter-Tnmnt Invest Zrt. A kaszinókat Garancsi István vállalkozóval közösen, nyereségesen működtetik. 2024-ben további két, a debreceni és a nyíregyházi kaszinó koncessziós jogát is megszerezték. A grandcasino.hu online kaszinó szintén hozzájuk tartozik. A Enter-Tnmnt Invest Zrt mellett a Garinvest Projekt Zrt-ben is rendelkezik érdekeltséggel, 2025-ben 21,434 milliárd forint osztalékot fizettek ki, amely összegből 7,1 milliárd jutott Habonynak. 2024-ben 8,4 milliárd forint volt a kifizetett osztalék.  A kaszinók védett piacán belül Garancsi-Habony cégei a koncessziókat 2056-ig nyerték el.
A Mini Dubaj néven elhíresült beruházás előkészítésében is szerepe volt, majd az  ECEquity Befektetési Vagyonkezelő Zrt. az arab befektetőkkel történő szerződéskötés előtt néhány nappal megszerezte a terület elővásárlási jogát.  A cég tulajdonosa a Habonyhoz szorosan köthető Halkó Gabriella volt, aki egyben a kaszinók működtetésében érintett cégek estében is cégképviseleteket lát el. Mivel a terület egy részére a fővárosnak elővételi joga volt, és élt azzal, ezért a tervezett projekt meghiúsult.  Habony üzleti köre a francia Veolia-csoport magyarországi vízi-közműves és erőművi érdekeltségeiben szerephez jutott.
2025-ben az érdekeltségi körébe tartozó Futurum Investments Zrt.-én keresztül  27,2 százalékos tulajdonrészt szerzett a Magyar Aerojet Befektetési Vagyonkezelő Zrt.-ben, amely cégnek 61 százalékos résztulajdona van a csehországi katonai repülőgépeket gyártó Aero Vodochody repülőgépgyárban. Korábban az Aero Vodochodyban tulajdonos volt többek között Szalay-Bobrovniczky Kristóf is, aki miniszteri kinevezését követően eladta részesedését. 

## Filmszerepei
- Szirtes János, feLugossy László: Tiszta lap, színes, magyar játékfilm, 2001.[42]

## Kapcsolata a sporttal
Szabadidejében kendózott. Tíz évig volt a magyar válogatott tagja, háromszoros magyar bajnok (1995, ?, ?). A Magyar Kendo Szövetség honlapján egyetlen alkalommal említik meg versenyen való részvétel kapcsán: 1997-ben, a kiotói világbajnokság „B” csoportjában csapatban 1. helyezést ért el.

## Személye körüli viták
2006-ban egy közlekedési konfliktus után autójából kiszállva bántalmazott egy nála közel húsz évvel idősebb házaspárt: a férfit leütötte, a férjét védelmező nőt pedig hasba rúgta. Az ügy miatt 2011 májusában jogerősen elítélték garázdaságért és két év próbaidőre bocsátották. Az eseményről beszámoló újságírót jó hírnév megsértése miatt beperelte, de az eljárást később megszüntették.
Habony neve akkor került megint középpontba, amikor 2014. október 17-én kiderült, hogy az Egyesült Államok megtagadta hat kormányközeli személy, köztük Vida Ildikó NAV-elnök beutazási kérelmét, és a másik öt személy neve közt felmerült Habony neve is. Gyakran volt látható drága ruhákban, táskákkal és luxuskategóriás autókat vezetve, emiatt ellenzéki oldalról vagyonosodási vizsgálatot is kezdeményeztek vele szemben, miután papíron nem volt jövedelme, és bár fideszes képviselők elismerték, hogy alkalmilag adott nekik tanácsot, állításuk szerint hivatalos tanácsadói szerződés nincs a párt és Habony között. Habony később úgy reagált, hogy „jó hírnevének megsértése miatt jogi lépéseket tesz »a hamis látszatot keltő kijelentéseket« terjesztőkkel szemben.” 2015 áprilisában kérdésre Orbán Viktor miniszterelnök azt válaszolta, nem ismeri Habonyt, ilyen nevű embert a kormány nem foglalkoztat, nincs rajta a kifizetési listán, minden egyébbel pedig forduljanak a népesség-nyilvántartóhoz. Hozzátette, hogy semmilyen hivatalos kapcsolatban nem áll vele, és nem is fog. A szervezet azonban úgy reagált az újságírói megkeresésekre, hogy "a sajtó nem tartozik azon szervezetek közé, amelyek a nyilvántartásokból jogszerűen személyes adatot igényelhetnek", mert szerintük az ilyen adatokat csak az érintett kérheti ki és ő adhatja tovább a sajtónak, ha kívánja.
Habony még 2014 októberében, a kitiltási ügy kapcsán tett közzé egy fényképet az interneten, melyen a washingtoni Lincoln-emlékmű előtti lépcsőn ül újsággal a kezében, ezzel bizonyítva, hogy nincs kitiltva az Egyesült Államokból, de lapértesülés szerint decemberre már megvonták a beutazási engedélyét pontosan a szóban forgó kép miatt, miután az amerikai hatóságok előtt is kiderült, hogy a korábbi idős házaspár elleni tettlegesség miatti ítélete miatt már októberben sem kaphatott volna vízumot, tehát már akkor feltehetően hazudott a beutazási engedély megszerzésének érdekében.
2015 decemberében az keltett médiafigyelmet vele kapcsolatban, hogy feltűnt egy ibizai luxusklub promóciós videójában. Adalék, hogy a Demokratikus Koalíció sajtóközleményét, melyben a párt a videó kapcsán Habony anyagi helyzete után érdeklődött, azzal az indokkal nem hozta le a MTVA-hoz tartozó MTI, miszerint Habony nem közszereplő, noha épp egy általa elvesztett sajtóper kapcsán mondta ki a bíróság, hogy Habony igenis közszereplőnek minősül. Erre azután került sor 2015 szeptemberében, hogy Habony beperelte az Indexet, amikor a médium még 2013-ban videóriportot készített Gattyán György vállalkozó akkor nyitott luxusáruházáról, és felvették Habony áruház előtt parkoló luxusterepjáróját, valamint Habonyt is, amikor kilépett az áruházból. A luxusklub videója egy időre eltűnt az internetről, majd két nap múlva ismét megjelent, Habonyt kivágva belőle.
2016 tavaszán kiderült, hogy Habony még 2014-ben feltűnően kedvezményesen kölcsönzött több nagyértékű festményt a Szépművészeti Múzeumból, melyeket a volt anyósa birtokában lévő lakásban helyezett el. Mindez azután derült ki, hogy az Átlátszó.hu beperelte a múzeumot, mert az az akkor még csak pletykaként felmerült értesülés miatt közérdekűadat-igényléssel a múzeumhoz forduló Átlátszótól megtagadta az adatszolgáltatást különböző kifogásokra hivatkozva, de végül jogerős ítélettel kiderült, hogy a Brand Lab Tanácsadó Kft.-nek a Szépművészeti Múzeum tíz darab, összesen 292,5 millió forint összértékű festményt adott kölcsön képenként havi nettó 15 ezer Ft-ért három hónapra, melynek „őrzési helye” az a Szerb utcai lakás, mely szintén a Brand Lab Tanácsadó Kft. tulajdona. Ebben a cégben egy ideig Habony húga is résztulajdonos volt, a lakást pedig Habony volt anyósa, Kaminski Fanny anyja bérli. Az üggyel kapcsolatban ismerte el Baán László, a Szépművészeti Múzeum igazgatója, hogy ő volt Habony esküvői tanúja, aki, mint később kiderült ingyen bocsátotta Habony lagzijának rendelkezésére a múzeumot még 2007-ben. Baán azzal indokolta meg a döntését, hogy „az intézménynek érdeke fűződik ahhoz, hogy fontos emberekkel jó viszonyt ápoljon”, valamint hogy állítólag egy forgatáshoz kérte kölcsön az értékes képeket a Brand Lab Tanácsadó Kft., bár ma már „jóhiszemű hibának” tartja a tranzakciót.
Habony is tagja volt annak a csoportnak, mely Demján Sándorral, és két ügyvéddel, Békés Balázzsal és Sallay Andrással érkezett meg magángépen 2017. június 14-én Makaóból. Hírek szerint a kormány letelepedési kötvényével kapcsolatban tartózkodtak a Távol-Keleten, miután az üzletnek jelentős hongkongi érdekeltségei lettek, amihez Habony mellett korábban Rogán Antal nyújtott adminisztratív közreműködést. A megérkezést követően senki nem kívánt nyilatkozni, Habony pedig szinte pillanatok alatt eltűnt a rá váró riporterek elől, miután helikopterre szállva menekült el lényegében a terminálról. A helikoptert amúgy ugyanaz a cég üzemeltette, amelyik Rogánt is lagziba reptette még előző év végén. Nyilvánosságra került, hogy 2015. április 15-én a hongkongi bejegyzésű Asia Frontier Limited cégbe is beszállt, aminek Igazgatója és egyetlen részvényese lett. A cégnek még weboldala sem volt, azonban ugyanabba az irodába lett bejegyezve, mint ahová a a kínai kötvényárusító üzleti kör több cége is.
Habony  befolyása alatt 2019-ben londoni székhellyel V4 News Agency (V4NA) néven  új nemzetközi hírügynökség indult. A Válasz Online által közöltek szerint a Habony-féle Danube Business Consulting 40%-ban volt  a tulajdonosa, kisebb részben pedig Szalay-Bobrovniczky Kristóf, akkori londoni nagykövet.  Az Átlátszó.hu később rámutatott arra, hogy habár a hírügynökség úgy hirdette magát, mintha több városban működő, 50 főből álló csapat lenne, ezzel szemben a valóságban a munkatársai Óbudán írták a Fidesznek kedvező cikkeket, a szerkesztőség pedig soha nem állt ötven főből. Londonban az irodaházban nem voltak elérhetőek.

## Családja
Kétszer elvált. Első felesége Kaminski Fanny újságíró, Orbán Viktor sajtósa, videósa, majd közösségi oldal-felelőse. Egy gyermekük született. Második felesége Kapócs Zsóka modell, műsorvezető, énekesnő volt, a 2014-ben köttetett házasságuk rövid ideig tartott. Hivatalosan csak 2015 májusában váltak el.   A válását követően Regős Lili fitneszmodellel került kapcsolatba, de annak is hamar vége lett. 2016-ban Nagy Boglárka festőnővel hozták kapcsolatba. Akkor feltételezhető volt, hogy Habony segítsége által kaptak a képei helyet a londoni Sotheby’s aukciósház árverésén.